# لوسی ویپ
لوسی ویپ (انگلیسی: Lucy Whipp؛ زادهٔ ۱۲ نوامبر ۱۹۹۵) بازیکن فوتبال اهل انگلستان است که در پست هافبک برای باشگاه راگبی بورو لیگ ملی فوتبال زنان جنوب انگلستان بازی می‌کند.
وی در تیم ملی فوتبال زیر ۱۷ سال زنان انگلستان بازی کرده است.